# Kostel Matky Boží (Oslavany)
Kostel Matky Boží je římskokatolický chrám ve městě Oslavany v okrese Brno-venkov. Jako součást areálu bývalého zámku a kláštera je chráněn jako kulturní památka České republiky. Je filiálním kostelem oslavanské farnosti.

## Historie

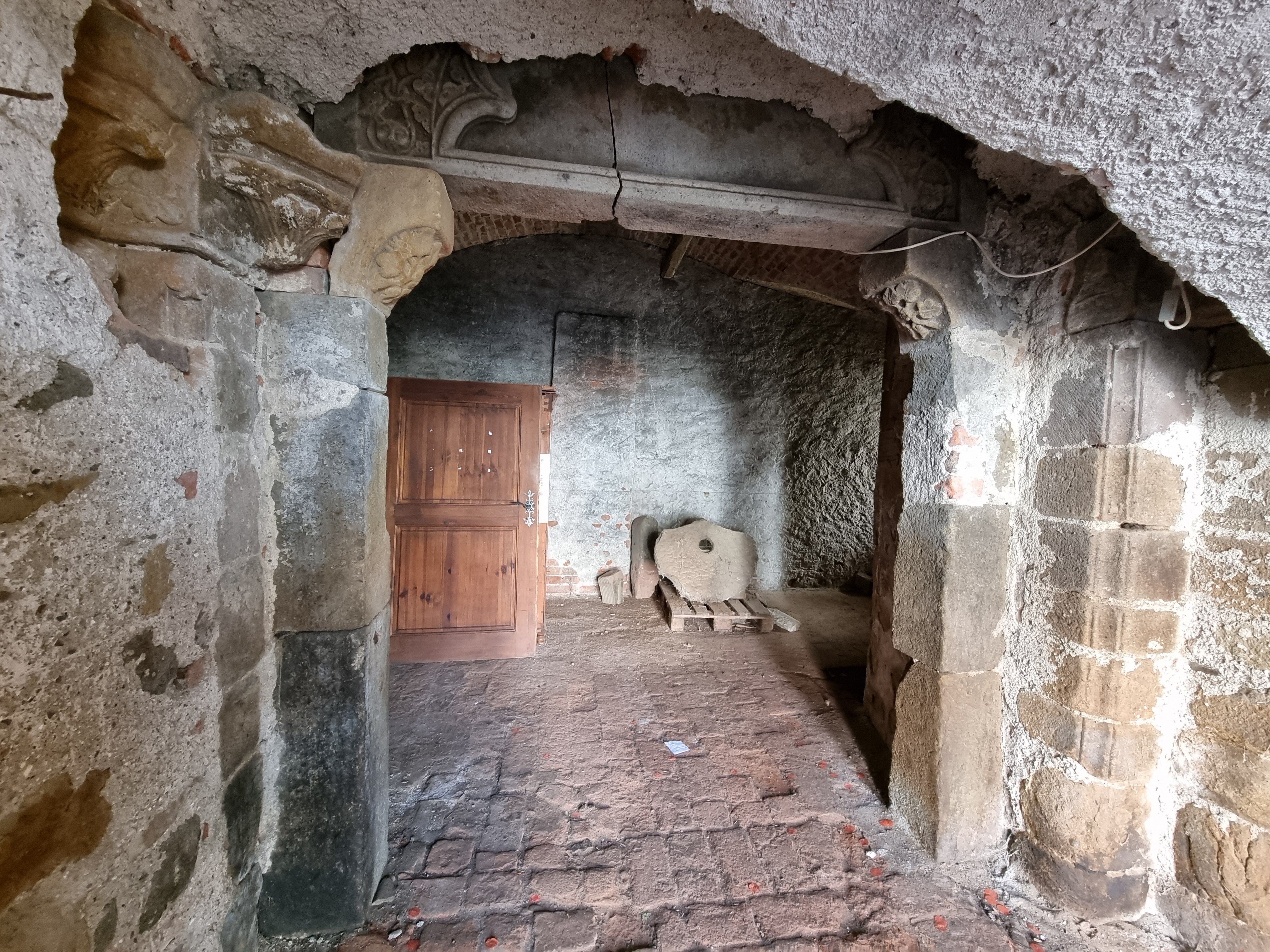
Románský portál zachovaný v hmotě západního křídla zámku. Původní hlavní vstup do kostela.

Stavba klášterního kostela oslavanského konventu cisterciaček začala společně s budováním kláštera snad již v roce 1225. Podle archeologických výzkumů se mělo jednat o bazilikální trojlodí s trojlodním chórovým závěrem, jehož románské boční kaple se dochovaly dodnes. V této etapě se stavěla i zbylá část chrámu, což dokládá částečně dochovaný sedlový portál v bývalém západním průčelí. Boční lodě před tímto průčelím přecházely v samostatné kaple, jejich dělicí zdi zde měly nést emporu. Vysvěcení kostela v roce 1228 biskupem Robertem za přítomnosti krále Přemysla Otakara I. a jeho manželky Konstancie proběhlo zřejmě v dokončeném kněžišti, jež bylo pro bohoslužby provizorně využíváno během stavby.
Stavební práce poté probíhaly ve zbytku kostela, došlo však ke změně plánů a místo bazilikálního mělo být vybudováno síňové trojlodí. Po realizaci kleneb mezilodních arkád však došlo k vážným statickým poruchám, kvůli čemuž musel být projekt opět změněn. Stavba byla vyztužena systémem čtvrtoblouků, musela být přepatrována a místo plánované empory u západního průčelí byla vybudována chórová empora. Kostel tehdy ani nebyl zaklenut, plochostropé zůstalo i kněžiště. Kolem roku 1240 byla provedena přestavba, při které byla zbořena apsida presbytáře. Byla nahrazena raně gotickým polygonálním závěrem s paprsčitou klenbou, která byla realizována v celém kněžišti. Na konci 14. století byla zbořena (nebo se zřítila) jižní loď chrámového trojlodí. Při opravách kostela byla upravena také chórová empora a nad ní byla postavena cihlová zvonice.

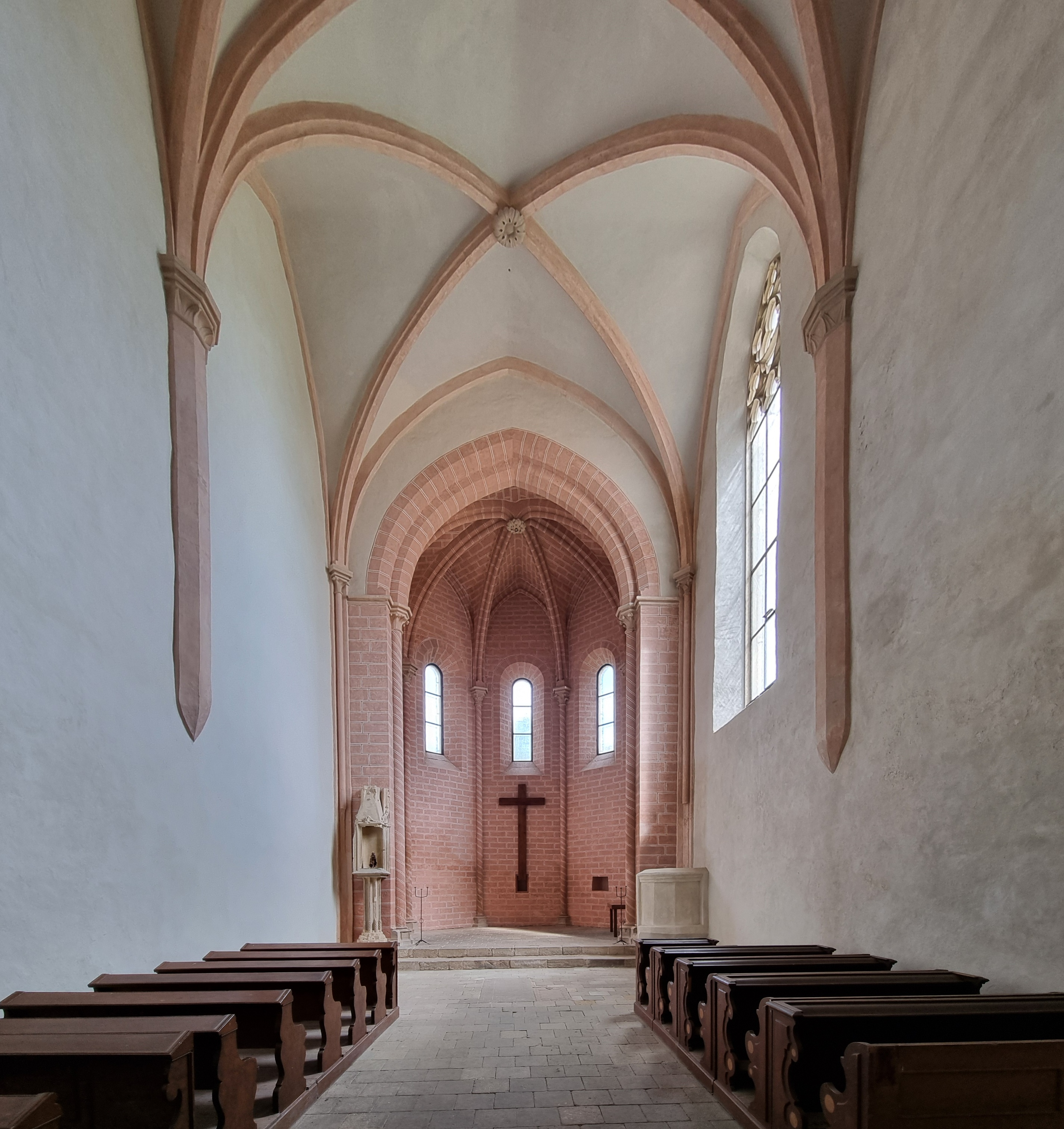
Pohled do interiéru bývalé střední lodi klášterního kostela.

V první třetině 16. století se klášter dostal do světských rukou, nakonec jej získali Althanové, kteří jej na konci 16. století přestavěli na zámek. V té době byl kostel upraven, k chóru bývalé jižní lodi byla v roce 1583 přistavěna renesanční předsíň s pavlačí. Původní loď chrámu byla poté přestavěna na sýpku, zámecká kaple v chórovém závěru bývalého kostela však byla využívána až do roku 1930. V roce 1952 byly provedeny konzervace dílčích prvků, jinak za socialismu stavba s celým zámeckým areálem chátrala. Na konci 80. let 20. století zde probíhal archeologický výzkum, po němž byly renovovány boční kaple chóru. V roce 2003 byl kostel znovu vysvěcen. V letech 2019–2022 byl zrekonstruován interiér kaple včetně sakristie.